# Pär Milstam
Pär Ingemar Milstam, född 8 oktober 1961 i Västra Frölunda, Göteborg, är en svensk skådespelare och regiassistent.

## Filmografi (urval)
- 2002 - Hus i helvete
- 1997 - Kung Lear
- 1989 - Kyrkkaffe (kortfilm)